# 干し餅

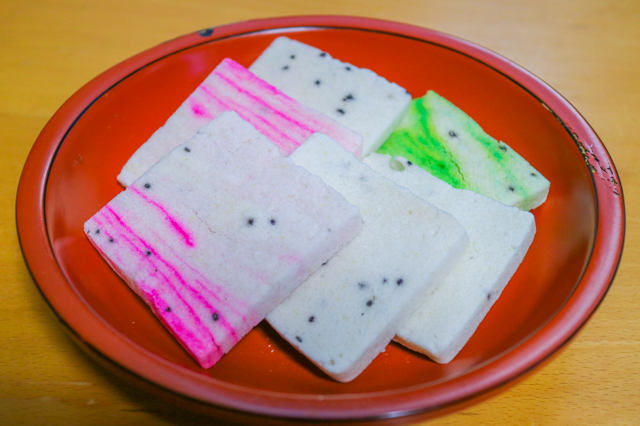
津軽地方で食される干し餅

干し餅（ほしもち）は、餅に多量の水分を含ませて凍らせ、さらに寒気に晒して乾燥させた、伝統的な保存食。地方によって、「凍り餅」（こおりもち）、「凍み餅」（しみもち）、「凍み氷」（しみごおり）等、様々な呼び名がある。

## 概要
干し餅は冬の寒波を利用し、餅を自然凍結させて作られている。このような餅を凍らせた保存食は東北地方から信越地方にかけて見られ、東北地方で作られるものは主に「干し餅」と呼ばれる（信州地方では「氷餅」と呼ばれ製法には差異がある）。かつては田植えの小昼（休憩）時や、おやつの時間に食べられていた。現在では、その地方の名産菓子として一般的に認識され、手作りされたものが産直などで販売されている。

## 特徴
通常の餅より、水気を多く入れて長時間乾燥させるため、食感がさくさくとして歯応えがよく、甘みがあり、夏場まで保存が効く。見た目では硬い印象を受けるが、指先で押しつぶすと粉になるほど脆いため、和菓子の材料としても使用される。
牛蒡、ごま、しそ、煮豆等、各種材料を混ぜ合わせて製造する地方もあり、野菜の色などを利用して着色されているものも多い。

## 製造過程
1. もち米を十分に蒸し、しっかりとつく。
2. 型に入れて冷ます。
3. 冷めて固まった物を、食べやすいサイズに切断する。
4. わらで数個程を、吊るしやすい形に編む
5. 水分を含ませる。
6. 凍らせる
7. 約一か月程乾燥させる。寒くて乾燥している時が一番適している。(寒ざらし)

## 食べ方
そのままでも食べられる他、水に浸して通常の餅と同じように食べる方法、ストーブ等で焼いて食べる方法などがある。また、油で揚げた干し餅に、あらかじめ砂糖、塩、醤油等で味付けをされた製品も販売されている。